# Daniel Burley Woolfall
Daniel Burley Woolfall (Blackburn, Inglaterra; 15 de junio de 1852-24 de octubre de 1918) fue presidente de FIFA de 1906 a 1918.
Woolfall, directivo de la Asociación Inglesa de Fútbol, se propuso como principal objetivo de su presidencia la instauración de un reglamento uniforme en el fútbol internacional. Durante su cargo, la aplicación de las Reglas del Juego, establecidas conforme al modelo inglés, se hizo obligatoria, al tiempo que se alcanzó una definición clara de la normativa aplicable en los partidos internacionales. 
También desempeñó un papel destacado en la organización de la primera competición internacional de fútbol digna de mención, en los Juegos Olímpicos de 1908 disputados en Londres. 
Durante su mandato se aprobó la incorporación de los primeros miembros no europeos (Sudáfrica, Argentina, Chile y Estados Unidos), pero su ejercicio se vio interrumpido por el estallido de la I Guerra Mundial.